# 加台尔地区
加台尔地区（英語：Ghatail Union）是孟加拉国坦盖尔县加台尔乌帕齐拉的一个地区，位于加台尔中心的北部32公里。

## 地理
根据2011年孟加拉国人口普查，加台尔地区有19897人。识字率为51%（男性54.2%，女性47.8%）。